# Nữ Oa

Minh họa Nữ Oa.

Nữ Oa (chữ Hán: 女媧), hay Nữ Oa thị (女媧氏), Oa Hoàng (媧皇), Nữ Hi thị (女希氏), tục gọi là Nữ Oa nương nương (女媧娘娘), là một thủ lĩnh thị tộc của Trung Quốc cổ đại, dần được tôn xưng là một vị nữ thần thủy tổ trong Thần thoại Trung Quốc, bà cũng có vai trò trong thần thoại Việt Nam. Đương thời bà là nữ thần thượng cổ vĩ đại nhất trong thần thoại Trung Hoa, được liệt vào trở thành một trong Tam Hoàng Ngũ Đế. Bà là em gái đồng thời cũng là vợ của Phục Hy, đứng đầu danh sách Tam Hoàng.
Truyền thuyết về Nữ Oa được truyền tụng nhiều nhất qua điển tích Luyện thạch bổ thiên (煉石补天; luyện đá vá trời); Sát Hắc long tế Ký châu (殺黑龍濟冀州; giết Hắc long giúp Ký châu);... và quan trọng nhất là lập nên hôn nhân, là Nữ thần bảo trợ cho gia đình. Bà thường được mô tả là đầu người thân rắn.

## Truyền thuyết sự tích

### Giải thích xuất thân
Truyền thuyết ghi chép cho rằng Nữ Oa là vị thần sáng thế, bà vừa là em vừa là vợ của Phục Hy, đứng đầu Tam Hoàng Ngũ Đế. Chữ Oa (媧) trong từ Nữ Oa tại Thời cổ đại là ý chỉ về một vị nữ thần. Nữ Oa còn là vị thần chính trong Vu Thần giáo.
Theo thần thoại, Nữ Oa và Phục Hy là hai anh em, hiện ra khi núi Côn Lôn thành hình. Họ đã dâng đồ tế để xin đấng tạo hóa cho phép họ là hai anh em được lấy nhau thành chồng vợ. Sự phối hợp này được chấp nhận khi khói đốt từ lễ vật vẫn giữ nguyên dạng quyện vào nhau.

### Đắp đất tạo người

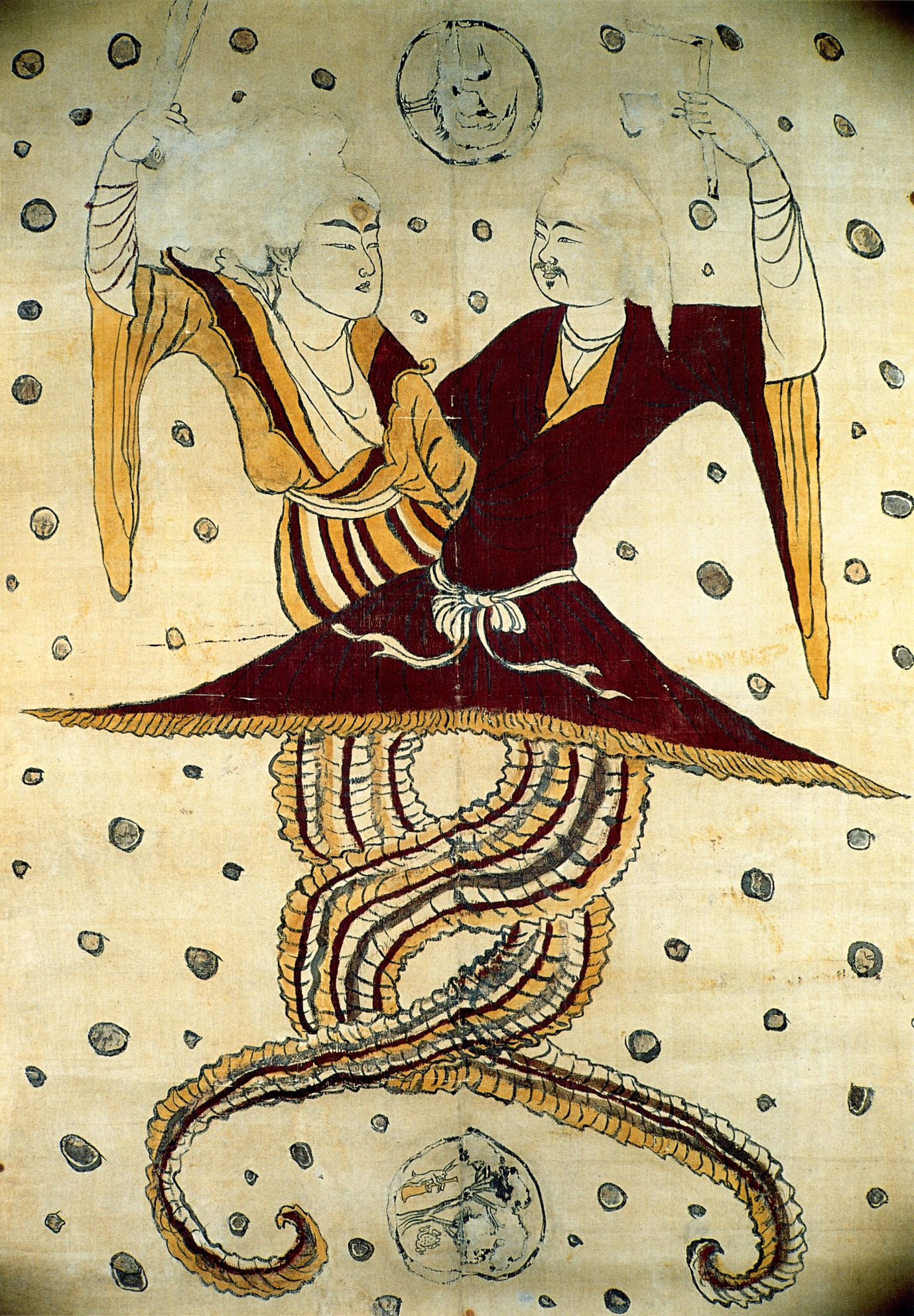
Hình vẽ Nữ Oa và Phục Hy đầu người mình rắn đào được ở Tân Cương.

Theo truyền thuyết, Nữ Oa có hình dáng đầu người và thân con rắn, một ngày nọ, bà tưởng nhớ Bàn Cổ khai thiên tích địa, tạo ra những ngọn núi và hồ nước, động vật, thay đổi sự tĩnh lặng của thế giới. Tuy nhiên, Nữ Oa luôn luôn cảm thấy rằng thế giới này vẫn còn thiếu một cái gì đó, nhưng không thể nhớ những gì. Trong khi Nữ Oa suy niệm, nhìn xuống dưới nước Hoàng Hà, lúc đó, nước trong xanh, mặt nước tựa như gương, in bóng hình của bà. Khi đó đã ngộ ra thế giới thiếu một "người" như bà. Nữ Oa đã tham chiếu tướng mạo bản thân sử dụng bùn của Hoàng Hà tạo ra một thân hình con người sau đó sử dụng pháp thuật để cho bùn đất sét đó có sự sống thành con người thật thụ.
Nhưng Nữ Oa không thể cứ mãi mãi nặn hình con người như thế này, cần phải ban cho họ khả năng sinh sản để họ tự phát triển giống nòi. Thế là Nữ Oa tạo những tượng đất sét cho thân thể khỏe, thổi dương khí vào những tượng đó, những bức tượng đó trở thành đàn ông, thổi âm khí vào những bức tượng trông yếu mềm hơn, thành đàn bà. Nữ Oa còn ban cho hai giới tính đó bộ sinh thực khí để sinh sản. Nữ Oa còn nghĩ cách để con người phân bố nhiều rải khắp nơi trên thế giới, liền dây ngoáy bùn dưới sông, cho bắn tung tóe lên khắp nơi trên mặt đất, tạo thành những lớp người phân bố khắp nơi.
Theo truyền thuyết sau khi tạo ra con người, Nữ Oa luôn chiếu khán họ. Nhưng sau đó nhận thấy con người sinh ra lúc bấy giờ ăn ở với nhau không có luân lý nên Nữ Oa đã giáng thế và dạy con người luân lý hôn nhân vợ chồng và vì thế bà trở thành vị thần của hôn nhân. Bà trở thành hình tượng quan trọng trong việc thiết lập chế độ hôn nhân, căn bản của xã hội loài người. Phục Hy và Nữ Oa kết duyên với là cùng họ, nay Nữ Oa tạo ra con người bắt họ phải khác họ mới được lấy nhau; vì thế quy định khác họ mới kết hôn bắt đầu từ đây.
Do là hình tượng thần thoại tạo ra hôn nhân, vào thời Nhà Hán về sau, Nữ Oa và Phục Hy thường được tạo hình quyện vào nhau theo truyền thuyết về sự kết duyên của họ. Ngoài ra, Nữ Oa được tạo hình đang cầm Viên Quy (圓規), còn Phục Hy cầm Củ Xích (矩尺) tượng trưng cho hôn nhân quy củ. Muốn giúp dân chúng được vui, quên đi nỗi khiếp sợ đối với tai họa, Nữ Oa dùng tre trúc làm một loại nhạc cụ gọi là ống sênh (笙) để thổi nhạc, nhạc cụ này về sau được người Trung Quốc dùng trong âm nhạc cung đình hay hoà tấu.

### Luyện đá vá trời
Theo căn cứ lịch sử Tam Hoàng Bổn Ký ghi chép trong Sử ký do Tư Mã Thiên soạn, câu chuyện về Nữ Oa vá trời như sau:
| “ | Ở trên thiên cung, thủy thần Cộng Công làm phản đem quân thiên ma đánh thiên giới. Hỏa thần Chúc Dung bèn đem quân ra đánh, cuối cùng đã dẹp được loạn tặc. Cộng Công đã bị Chúc Dung đánh bại, Cộng Công đụng vào vách núi Bất Chu ở phía tây. Núi này vốn là một cây trụ chống trời, đã bị Cộng Công húc làm gãy. Trụ trời bị gãy sụp, nước của thiên hà rơi xuống trần gian. Nhìn thấy cảnh nước sôi lửa bỏng, Nữ Oa thương tâm không nỡ nhìn nhân dân lâm vào cảnh cực khổ, bà bèn quyết tâm vá lại bầu trời. Nữ Oa đã bay lên khắp nơi tìm đá ngũ sắc để vá trời. Sau khi đã tìm đủ viên đá ngũ sắc, bà đã lấy đá ngũ sắc vá lại bầu trời. Nhưng Bất Chu Sơn đã bị đổ, bầu trời thiếu đi chân chống nên Nữ Oa đã dùng 1 chân của Thần Ngao để làm trụ chống trời. Từ lúc đó nước trên thiên cung không còn chảy xuống trần gian gây họa dân chúng. | ” |

Nữ Oa vá trời là truyền thuyết rất nổi tiếng, được gọi là Luyện thạch bổ thiên (煉石補天). Hồng lâu mộng phần thứ một đã đề cập đến truyền thuyết, Nữ Oa vì muốn vá trời đã luyện ra 36501 viên đá ngũ sắc, sau đó đã sử dụng 36500 viên đá ngũ sắc vá trời, trừ lại một viên chưa dùng.

### Diệt Ngưu vương
Bên cạnh đó, còn có một số truyền thuyết khác như Nữ Oa đã khống chế được Ngưu vương. Con quái vật này thường đe dọa hãm hại con người bằng hai cái sừng và hai tai khổng lồ. Nữ Oa khống chế bằng cách xỏ một sợi dây phép vào mũi Ngưu vương. Ngoài ra, Nữ Oa đã xây một lâu đài tráng lệ, là khuôn mẫu cho các cung điện có thành quách bao quanh của Trung Hoa sau này.
Những vật liệu xây cất lâu đài của Nữ Oa được các sơn thần hoàn tất chỉ trong một đêm.

## Thờ cúng

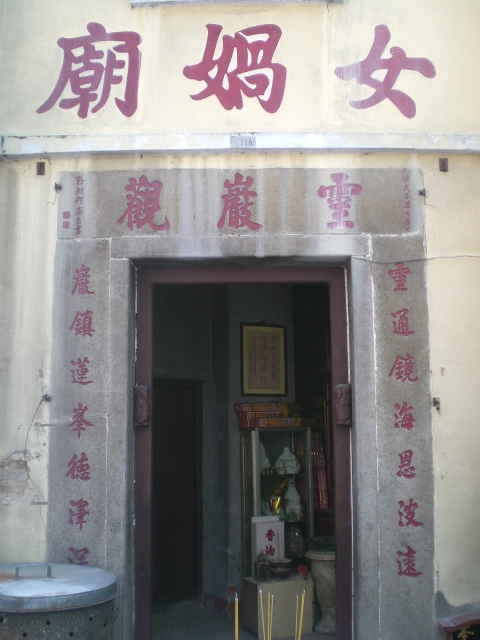
Miếu thờ Nữ Oa tại Ma Cao.

Trong Luận hành (論衡) của Vương Sung, dẫn lời của Đổng Trọng Thư, mỗi khi trời cho mưa mà không tạnh, thì đều tế Nữ oa cầu cho hết mưa. Từ đó cho thấy sự tế tự đối với Nữ Oa đã có từ xưa, ít nhất cũng là thời Tây Hán. Giải thích việc cầu Nữ Oa làm mưa tạnh, là vì Nữ Oa là nữ giới, là tính âm, còn mưa hoài không dứt là thiên về âm, nên phải cầu Nữ Oa cho mưa tạnh. Đây được cho là khởi nguồn của truyền thuyết Nữ Oa luyện đá vá trời về sau.
Thời Bắc Tống, cứ Tân Định cửu vực chí (新定九域志), chép rằng: "Mạnh Châu có Hoàng sơn mẫu, còn gọi Nữ Oa sơn, có một cái am từ, dân cầu mưa."
Từ thời Đường Túc Tông, triều đình đã cho làm tế miếu Nữ Oa với tư cách là nữ thần của hôn nhân. Vì Nữ Oa có công lao sáng lập hôn nhân, vì thế tấn tôn làm Quốc Quân (國君).
Theo ghi chép của Sơn hải kinh, Nữ Oa tại nhục thân sau khi đã chết, ruột của bà đã tạo ra 10 vị thần.
Có người cho rằng sau khi nhục thân Nữ Oa đã chết, tộc dân của Nữ Oa đã ăn thịt của bà, vì họ cho rằng khi ăn thịt của tổ tiên họ để tôn trọng và có cảm giác an toàn. Theo truyền thuyết Nữ oa sau khi chết đã được an táng tại Trung Nguyên tỉnh Hà Nam huyện Tây Hòa, vì vậy huyện Tây Hòa còn được gọi là Oa Thành. Theo lăng mộ được cho là của Nữ Oa, nay tại huyện Tây Hòa, tỉnh Hà Nam thì từ thời nhà Tần, nhà Hán, hằng năm các quân vương đều đến cúng tế, được xem là một lễ lớn, tức Tự điển (祀典). Từ đó có tên Phong lăng độ (風陵渡).